# هشتادمین مراسم گلدن گلوب
هشتادمین مراسم گلدن گلوب از بهترین محصولات سینما و تلویزیون آمریکا در ۲۰۲۲ به انتخاب انجمن مطبوعات خارجی هالیوود تجلیل کرد. این مراسم در ۱۰ ژانویهٔ ۲۰۲۳ در هتل بورلی هیلتون در بورلی هیلز، کالیفرنیا برگزار شد و در ایالات متحده به‌صورت زنده از طریق ان‌بی‌سی پخش و از پیکاک استریم شد. جراد کارمایکل مجری این مراسم بود.
نامزدها در ۱۲ دسامبر ۲۰۲۲ اعلام شدند. پدر و دختر جرج و مایان لوپز در ابتدا قرار بود نامزدها را با هم اعلام کنند، اما اولی پس از مثبت شدن آزمایش کووید-۱۹ انصراف داد. او با سلنیس لیوا جایگزین شد. ادی مورفی و رایان مورفی به‌ترتیب به‌عنوان دریافت‌کنندگان جایزه گلدن گلوب سیسیل بی. دمیل و جایزه گلدن گلوب کارول برنت اعلام شدند.
بنشی‌های اینیشرین نامزد دریافت هشت جایزه شامل بهترین فیلم – موزیکال یا کمدی و  بهترین کارگردانی شد که تنها فیلم از زمان کوهستان سرد در مراسم ۲۰۰۴ بود که به این تعداد نامزدی می‌رسد. دبستان ابوت و بنشی‌های اینیشرین هر دو سه جایزه کسب کردند.

## جایزه‌ها و نامزدی‌ها

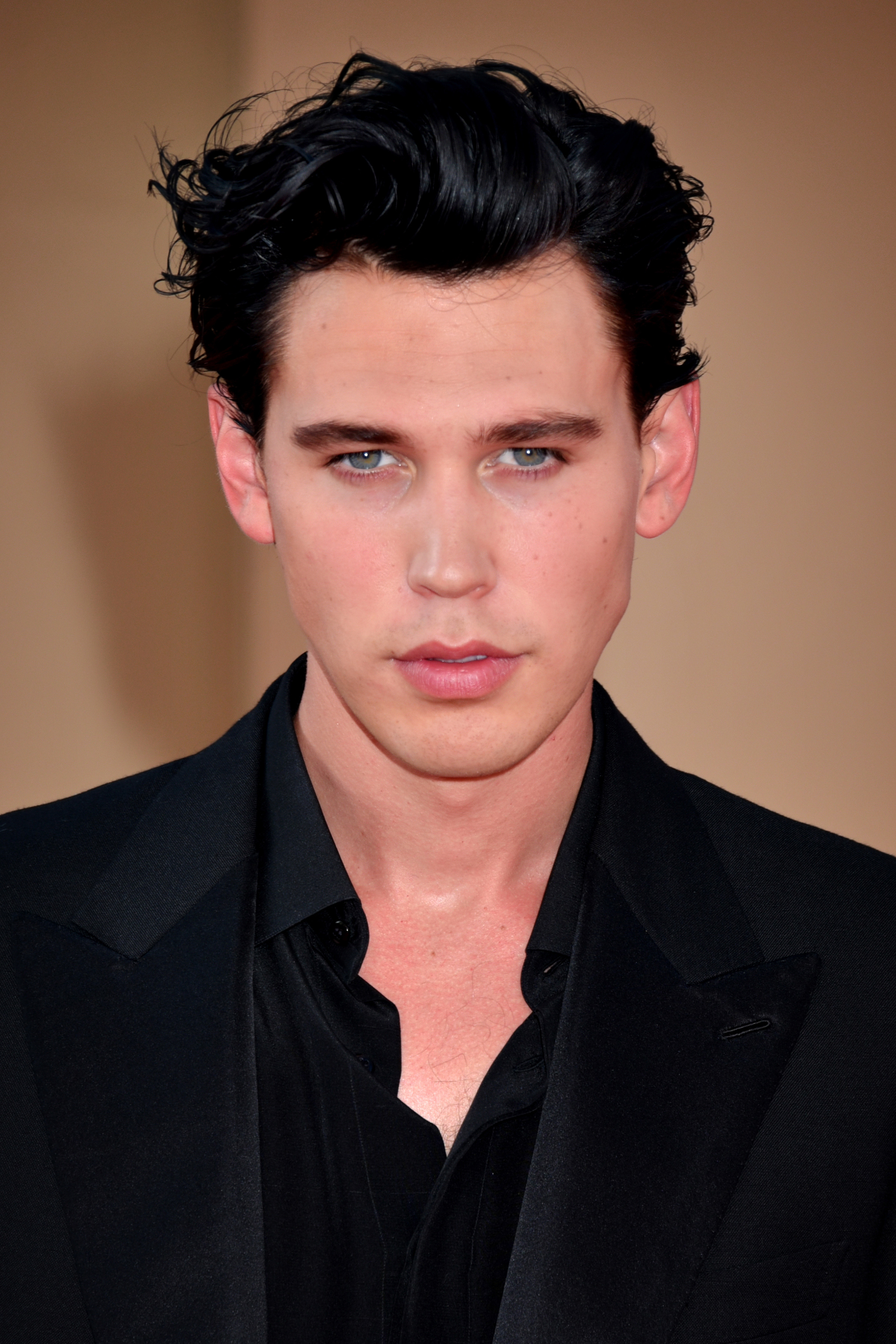
آستین باتلر، برنده بهترین بازیگر مرد در فیلم درام

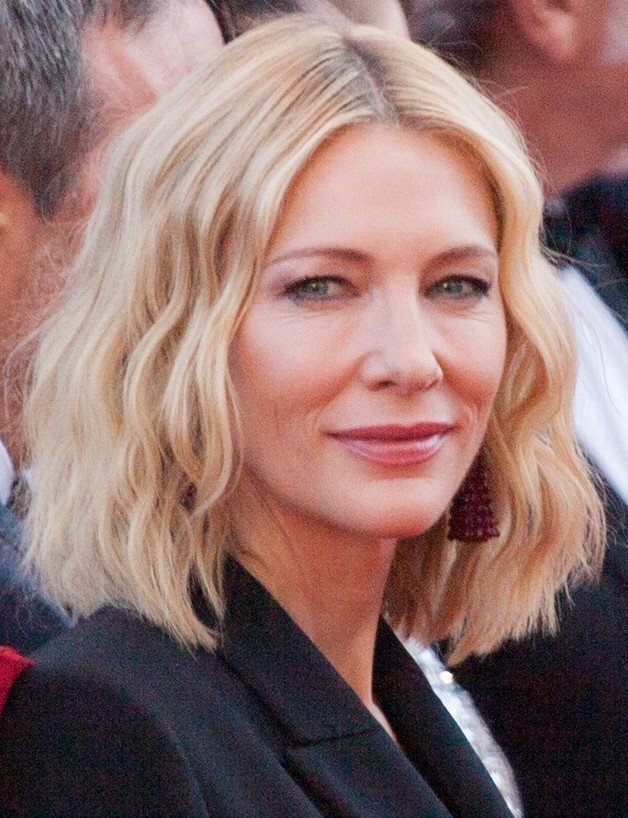
کیت بلانشت، برنده بهترین بازیگر زن در فیلم درام

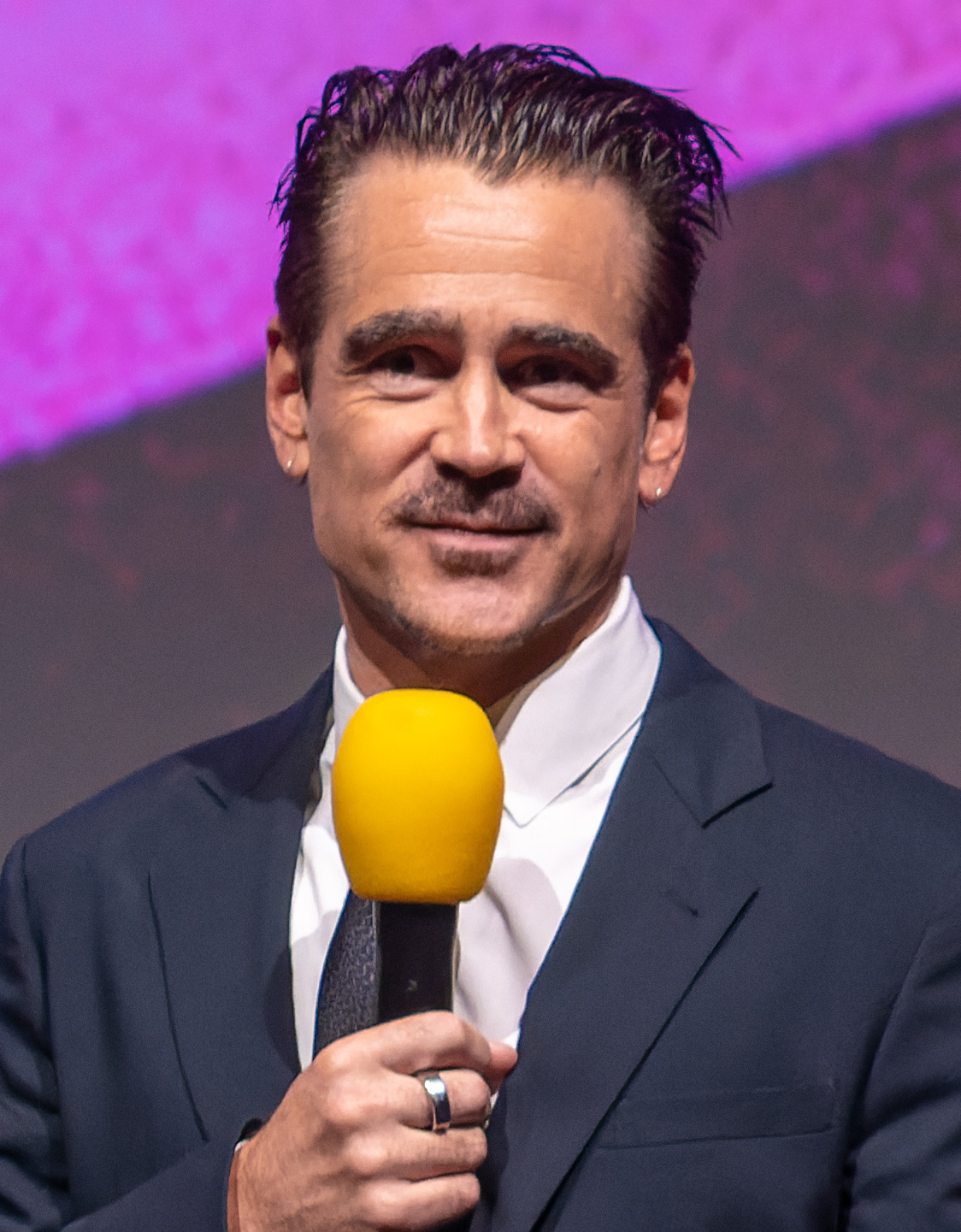
کالین فارل، برنده بهترین بازیگر مرد در فیلم موزیکال یا کمدی

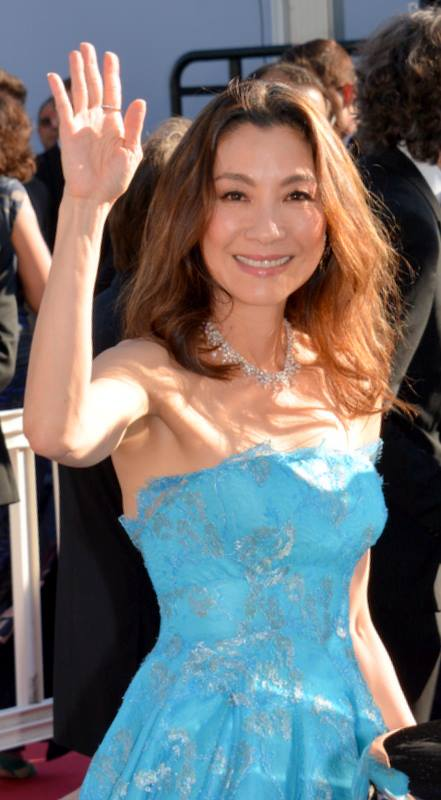
میشل یئو، برنده بهترین بازیگر زن در فیلم موزیکال یا کمدی

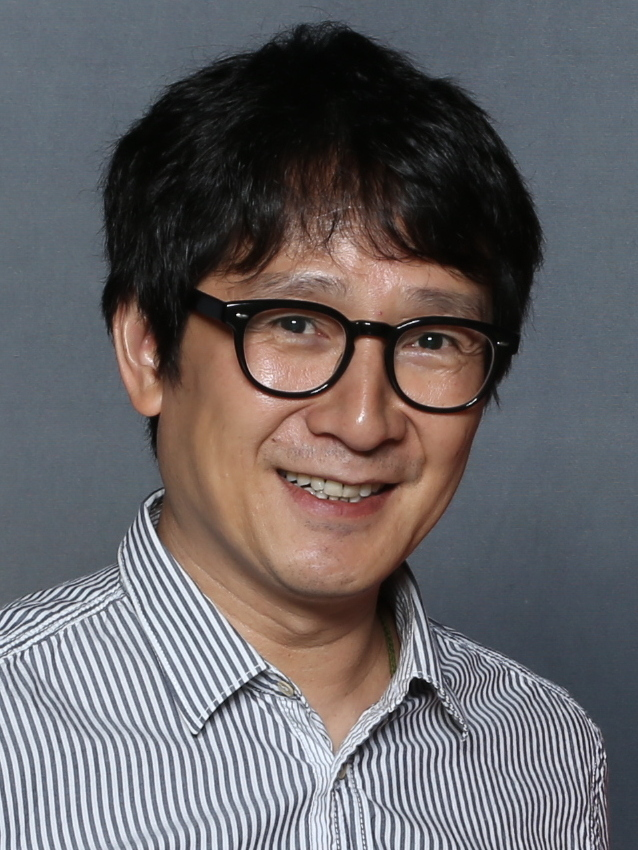
جاناتان کی کوان، برنده بهترین بازیگر نقش مکمل مرد

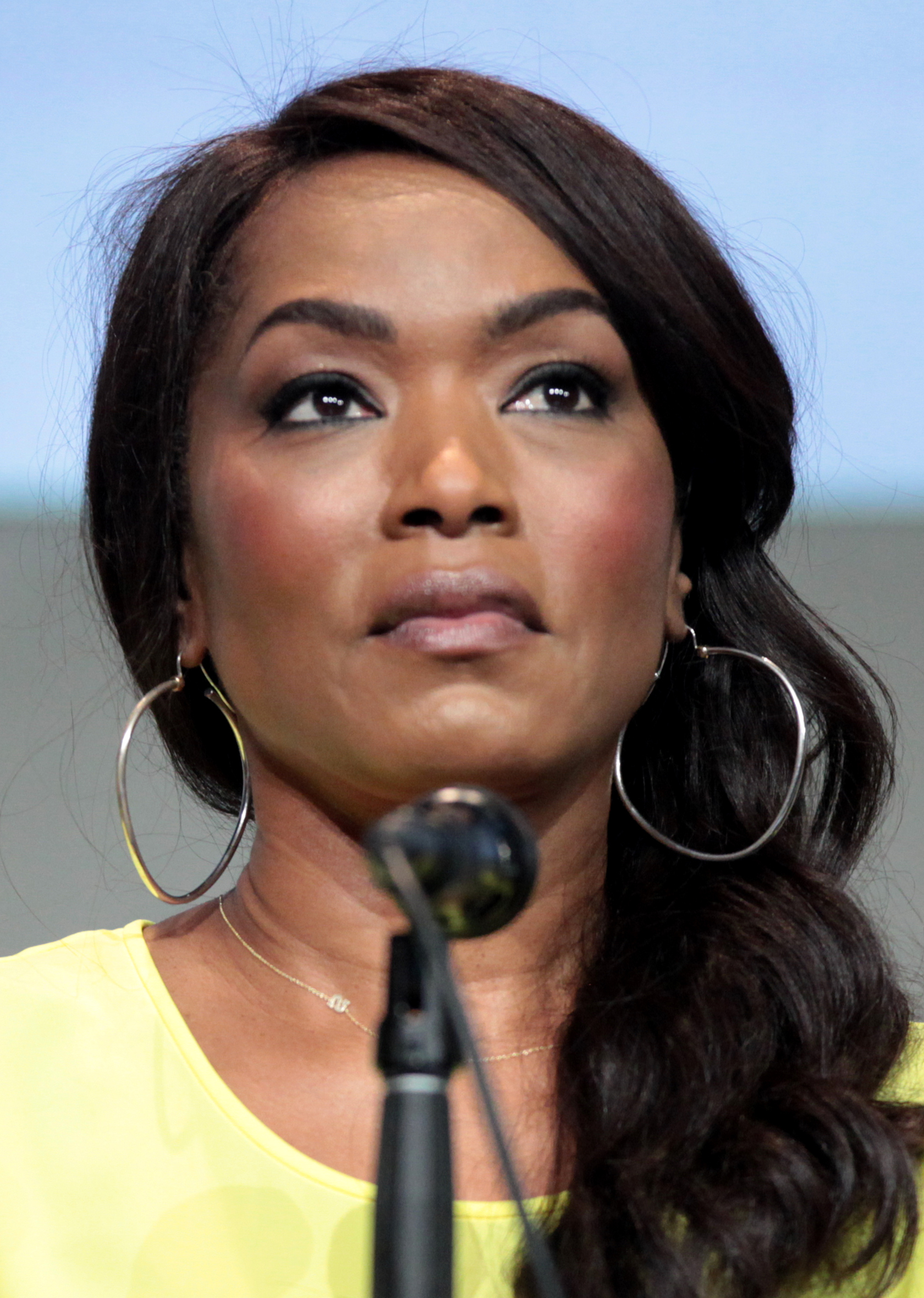
آنجلا باست، برنده بهترین بازیگر نقش مکمل زن

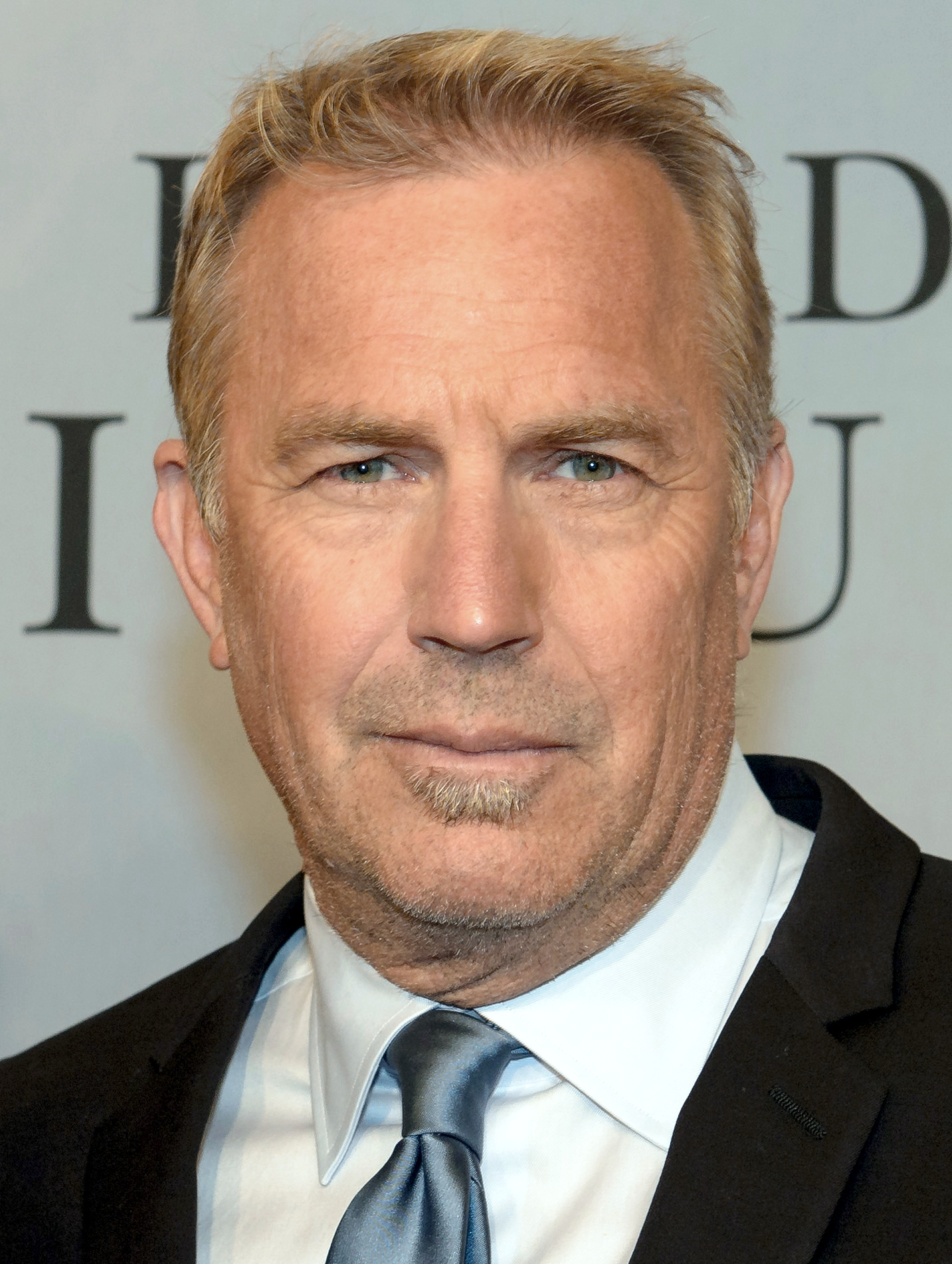
کوین کاستنر، برنده بهترین بازیگر مرد در یک سریال تلویزیونی – درام

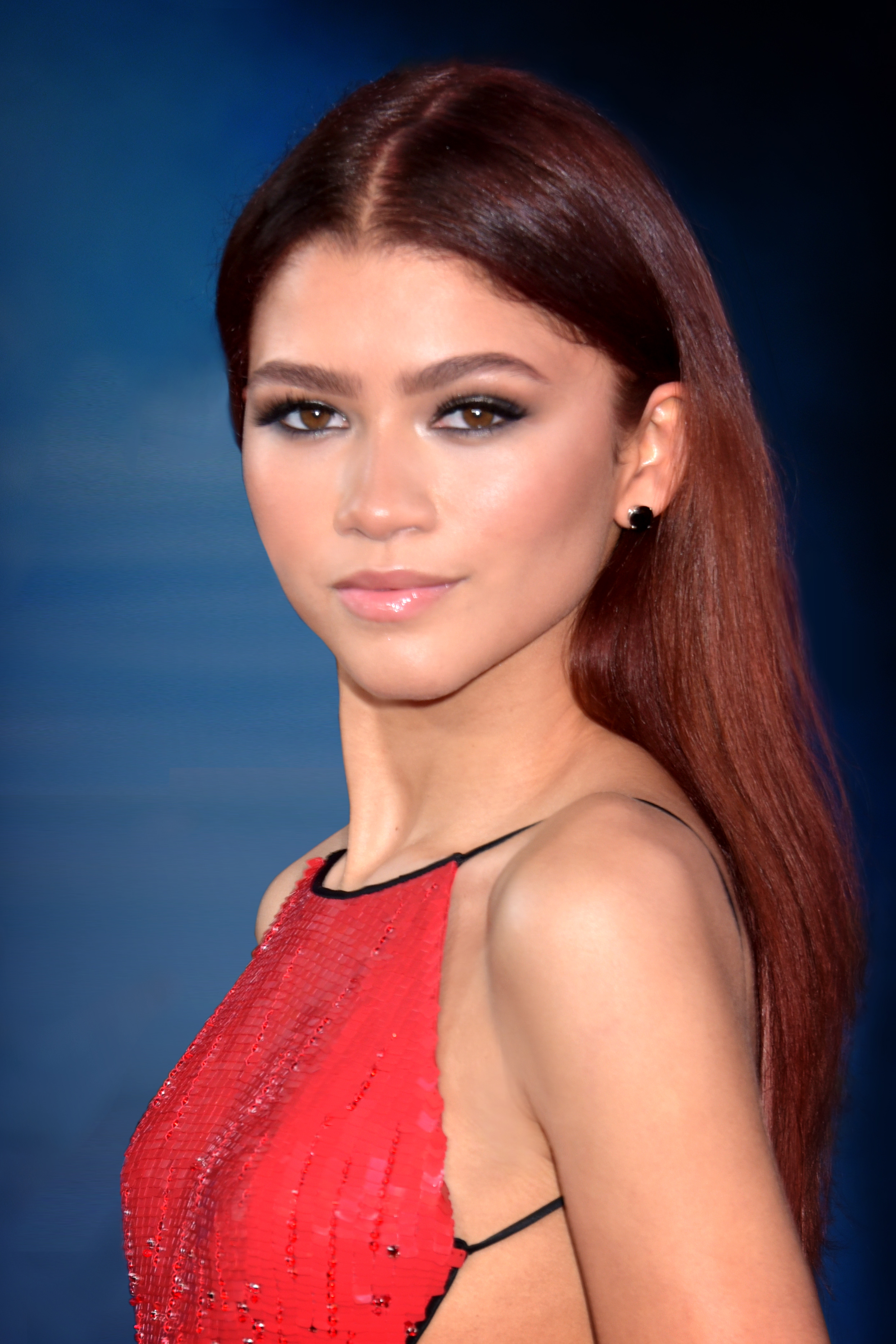
زندایا، برنده بهترین بازیگر زن در یک سریال تلویزیونی – درام

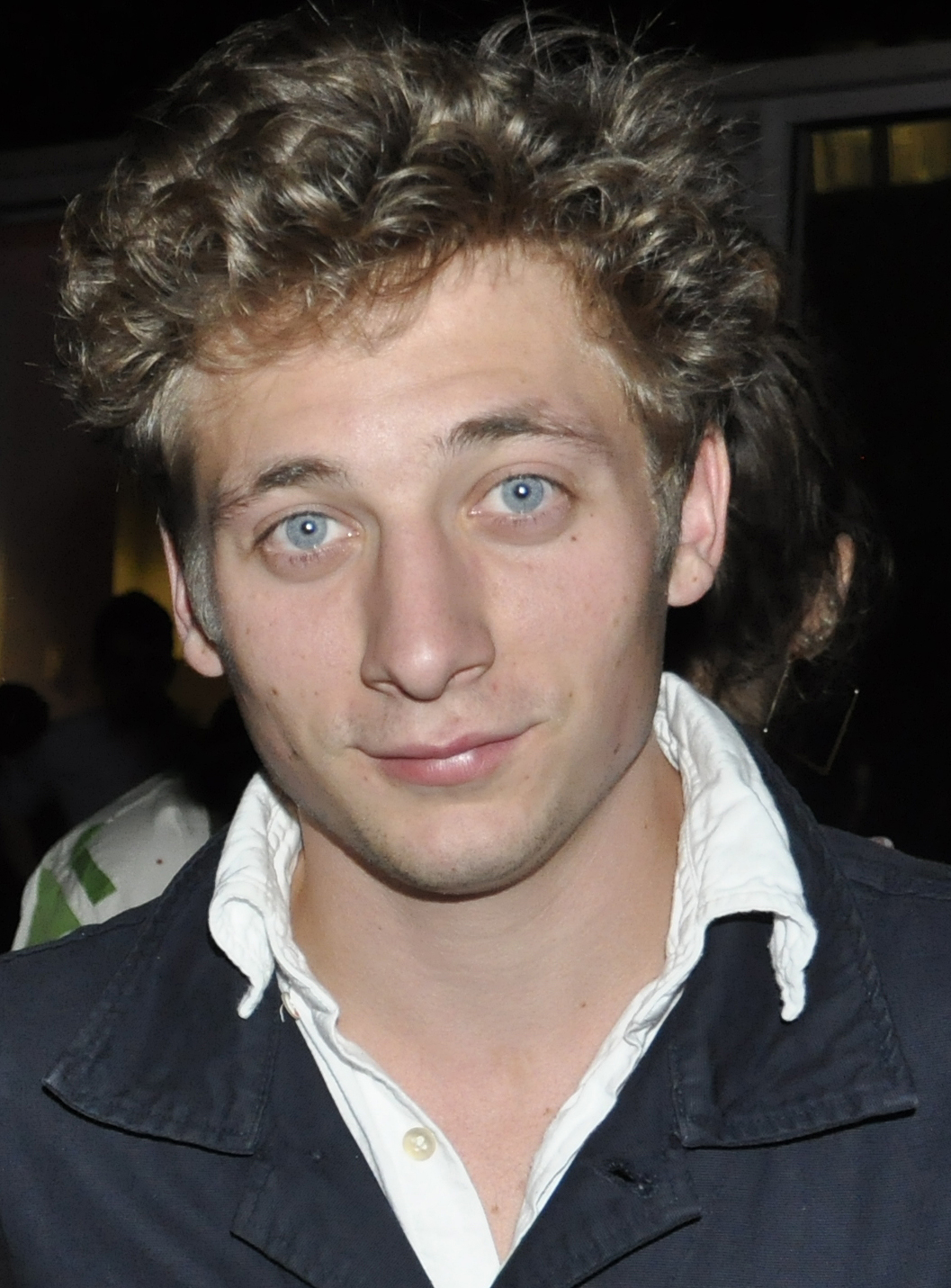
جرمی آلن وایت، برنده بهترین بازیگر مرد در یک سریال تلویزیونی – موزیکال یا کمدی

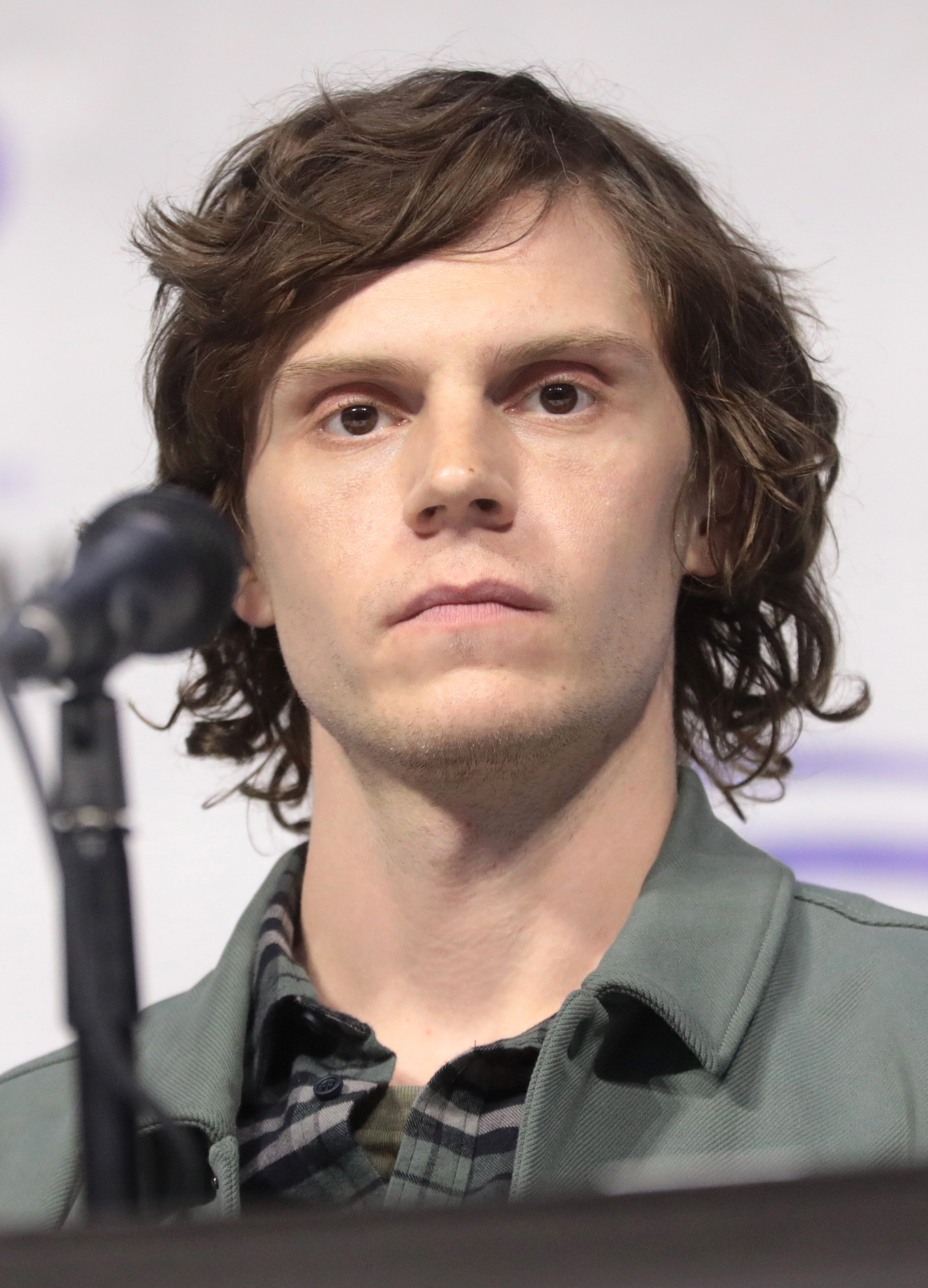
ایوان پیترز، برنده بهترین بازیگر مرد در سریال محدود یا گلچین یا فیلم تلویزیونی

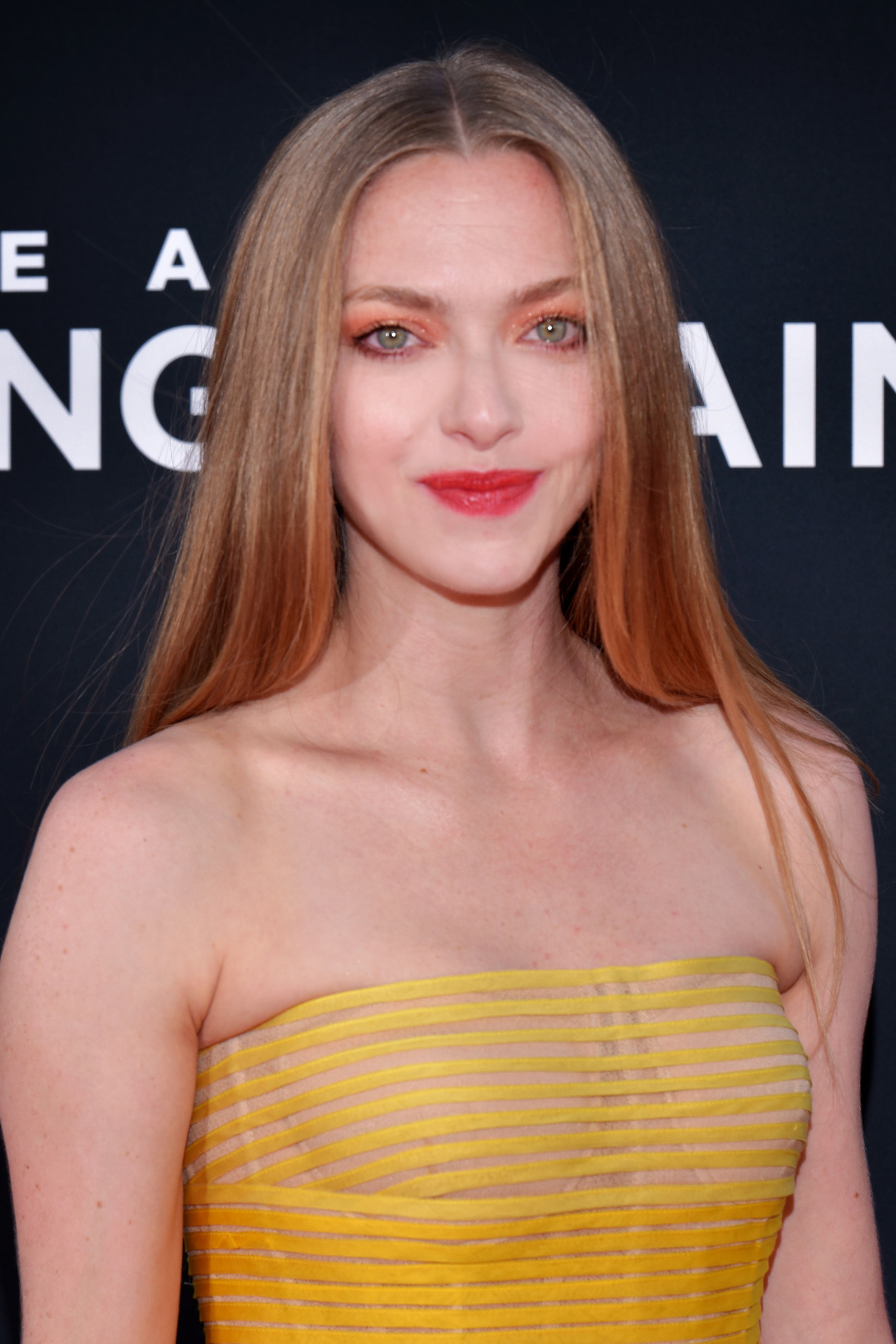
آماندا سایفرد، برنده بهترین بازیگر زن در سریال محدود یا گلچین یا فیلم تلویزیونی

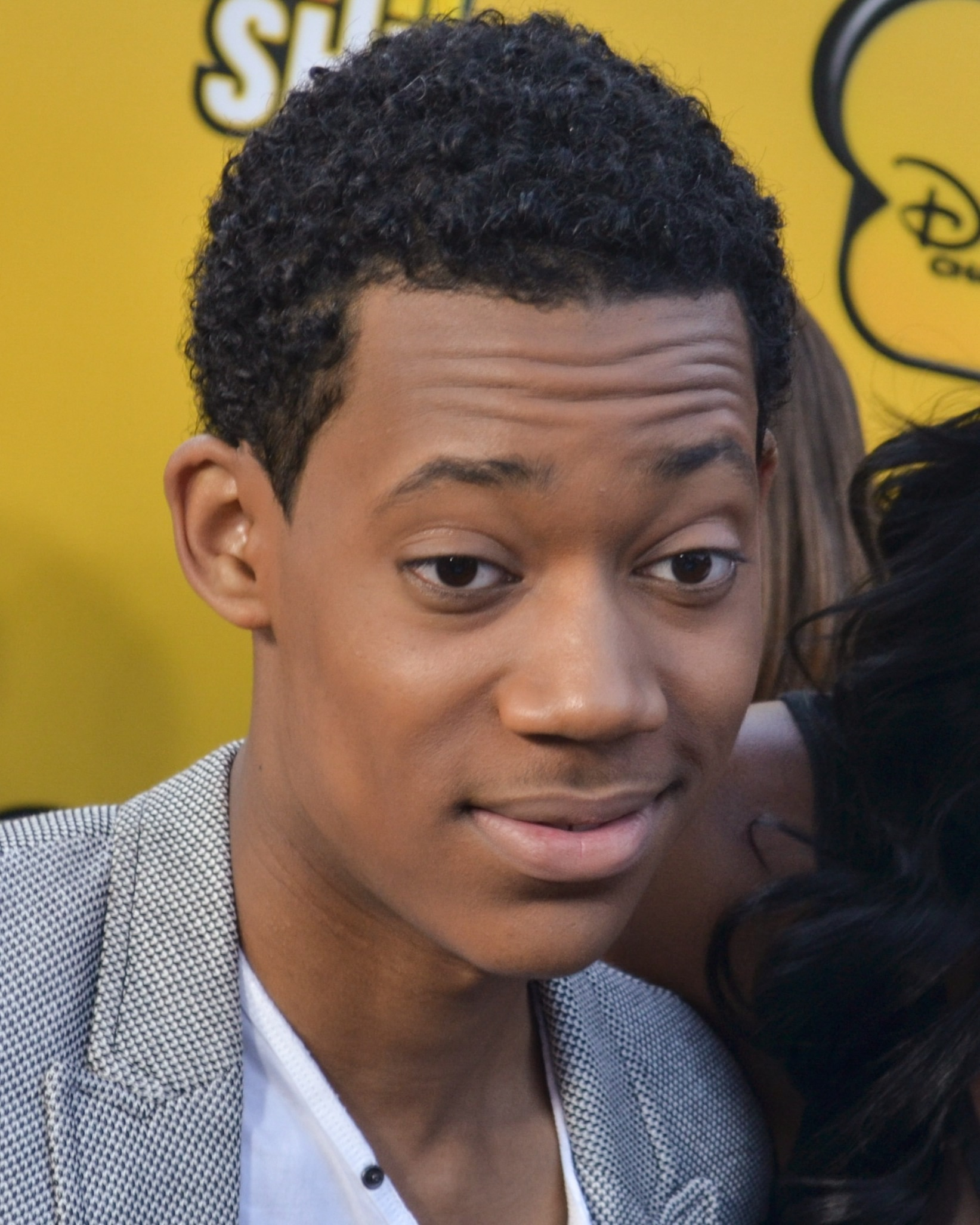
تایلر جیمز ویلیامز، برنده بهترین بازیگر نقش مکمل مرد در یک سریال تلویزیونی – موزیکال-کمدی یا درام

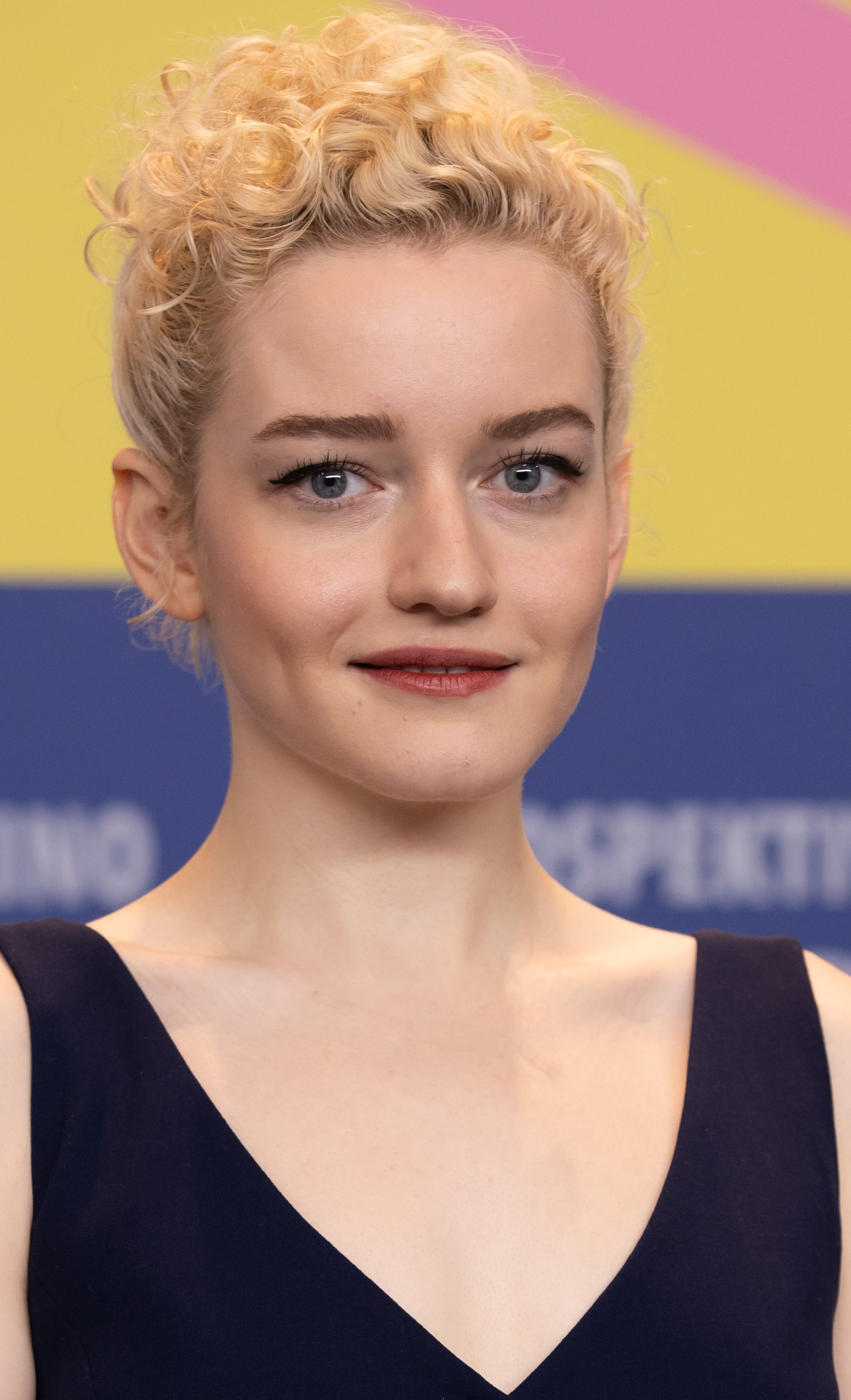
جولیا گارنر، برنده بهترین بازیگر نقش مکمل زن در یک سریال تلویزیونی – موزیکال-کمدی یا درام

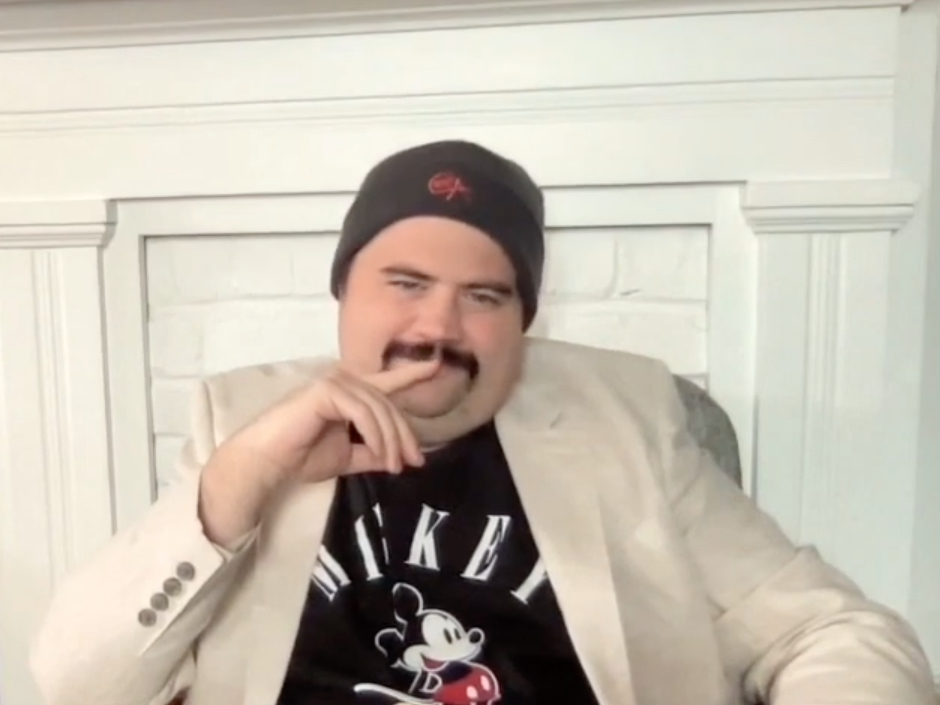
پال والتر هاوزر، برنده بهترین بازیگر نقش مکمل مرد در سریال محدود یا گلچین یا فیلم تلویزیونی

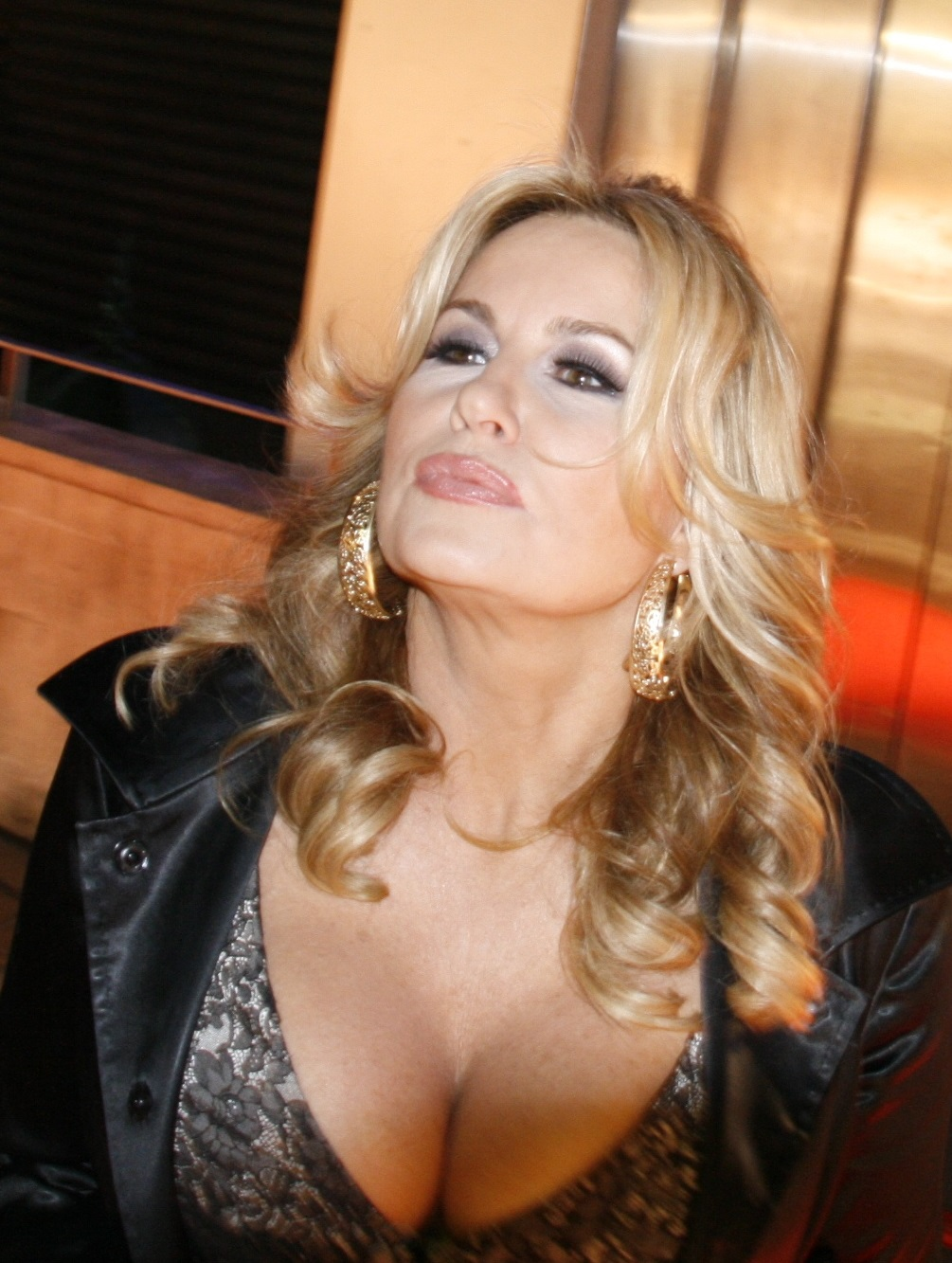
جنیفر کولیج، برنده بهترین بازیگر نقش مکمل زن در سریال محدود یا گلچین یا فیلم تلویزیونی

### فیلم
| بهترین فیلم | بهترین فیلم |
| درام | موزیکال یا کمدی |
| --- | --- |
| - خانواده فیبلمن - آواتار: راه آب - الویس - تار - تاپ گان: ماوریک | - بنشی‌های اینیشرین - بابیلون - همه‌چیز همه‌جا به یکباره - گلس آنین: یک چاقوکشی اسرارآمیز - مثلث غم |
| بهترین نقش‌آفرینی در فیلم – درام | |
| بازیگر مرد | بازیگر زن |
| - آستین باتلر – الویس در نقش الویس پرسلی - برندن فریژر – نهنگ در نقش چارلی - هیو جکمن – پسر در نقش پیتر میلر - بیل نای – زندگی در نقش آقای ویلیامز - جرمی پوپ – بازرسی در نقش الیس فرنچ                                                                              | - کیت بلانشت – تار در نقش لیدیا تار - آنا د آرماس – بلوند در نقش مریلین مونرو - الیویا کلمن – امپراتور روشنایی در نقش هیلاری اسمال - وایولا دیویس – پادشاه زن در نقش ژنرال نانیسکا - میشل ویلیامز – خانواده فیبلمن در نقش میتزی فیبلمن |
| بهترین نقش‌آفرینی در فیلم – موزیکال یا کمدی | |
| بازیگر مرد | بازیگر زن |
| - کالین فارل – بنشی‌های اینیشرین در نقش پادریک سولیابهان - دیگو کالوا – بابیلون در نقش مانی تورس - دنیل کریگ – گلس آنین: یک چاقوکشی اسرارآمیز در نقش کارآگاه بنویت بلانک - آدام درایور – نویز سفید در نقش جک گلدنی - ریف فاینز – صورت‌غذا در نقش سرآشپز جولیان اسلوویک | - میشل یئو – همه‌چیز همه‌جا به یکباره در نقش اولین وانگ - لسلی منویل – خانم هریس به پاریس می‌رود در نقش آدا هریس - مارگو رابی – بابیلون در نقش نلی لاروی - آنیا تیلور-جوی – صورت‌غذا در نقش مارگوت میلز / ارین - اما تامپسون – موفق باشی، لئو گرانده در نقش نانسی استوکس / سوزان رابینسون                                                             |
| بهترین نقش‌آفرینی مکمل در فیلم | |
| بهترین بازیگر نقش مکمل مرد | بهترین بازیگر نقش مکمل زن |
| - جاناتان کی کوان – همه‌چیز همه‌جا به یکباره در نقش ویموند وانگ - برندن گلیسون – بنشی‌های اینیشرین در نقش کولم دوهرتی - بری کیوگن – بنشی‌های اینیشرین در نقش دومینیک کرنی - برد پیت – بابیلون در نقش جک کنراد - ادی ردمین – پرستار خوب در نقش چارلز کالن                 | - آنجلا باست – پلنگ سیاه: واکاندا تا ابد در نقش ملکه راموندا - کری کندن – بنشی‌های اینیشرین در نقش سیوبهان سویلابهان - جیمی لی کرتیس – همه‌چیز همه‌جا به یکباره در نقش دیردری بوبیردرا - دالی دی لئون – مثلث غم در نقش ابیگیل - کری مولیگان – آن زن گفت در نقش مگان توهی                                                                             |
| سایر | |
| بهترین کارگردانی | بهترین فیلم‌نامه |
| - استیون اسپیلبرگ – خانواده فیبلمن - جیمز کامرون – آواتار: راه آب - دانیل‌ها – همه‌چیز همه‌جا به یکباره - باز لورمن – الویس - مارتین مک‌دونا – بنشی‌های اینیشرین | - بنشی‌های اینیشرین - تار - همه‌چیز همه‌جا به یکباره - حرف‌های زنانه - خانواده فیبلمن |
| بهترین موسیقی | بهترین ترانه غیراقتباسی |
| - بابیلون - بنشی‌های اینیشرین - خانواده فیبلمن - پینوکیو - حرف‌های زنانه | - «رقص رقص» (ام. ام. کیراوانی و چاندرابوس) – آرآرآر - «کارولینا» (تیلور سوئیفت) – جایی که خرچنگ‌ها آواز می‌خوانند - «سیائو پاپا» (الکساندر دسپلا، روبن کاتز، و گیرمو دل تورو) – پینوکیو - «دستم را بگیر» (لیدی گاگا و بلادپاپ) – تاپ گان: ماوریک - «مرا بالا ببر» (لودویگ گورانسون، ریانا، رایان کوگلر، و تمیلاد اوپنی) – پلنگ سیاه: واکاندا تا ابد |
| بهترین فیلم پویانمایی | بهترین فیلم غیر انگلیسی‌زبان |
| - پینوکیوی گیرمو دل تورو - Inu-Oh - Marcel the Shell with Shoes On - گربه چکمه‌پوش: آخرین آرزو - قرمز شدن | - آرژانتین، ۱۹۸۵ (آرژانتین) - در جبهه غرب خبری نیست (آلمان) - نزدیک (بلژیک) - تصمیم جدایی (کره جنوبی) - آرآرآر (هند) |

#### فیلم‌ها با چند نامزدی
فیلم‌های زیر چند نامزدی دریافت کردند:
| نامزدی | فیلم                           |
| ------ | ------------------------------ |
| ۸      | بنشی‌های اینیشرین               |
| ۶      | همه‌چیز همه‌جا به یکباره         |
| ۵      | بابیلون                        |
| ۵      | خانواده فیبلمن                 |
| ۳      | الویس                          |
| ۳      | پینوکیو                        |
| ۳      | تار                            |
| ۲      | آواتار: راه آب                 |
| ۲      | پلنگ سیاه: واکاندا تا ابد      |
| ۲      | گلس آنین: یک چاقوکشی اسرارآمیز |
| ۲      | صورت‌غذا                        |
| ۲      | آرآرآر                         |
| ۲      | تاپ گان: ماوریک                |
| ۲      | مثلث غم                        |
| ۲      | حرف‌های زنانه                   |

#### فیلم‌ها با چند پیروزی
فیلم‌های زیر چند جایزه دریافت کردند:
| پیروزی | فیلم‌ها                    |
| ------ | ------------------------- |
| ۳      | بنشی‌های اینیشرین          |
| ۲      | همه چیز همه جا در هر زمان |
| ۲      | خانواده فیبلمن            |

### تلویزیون
| بهترین مجموعهٔ تلویزیونی | بهترین مجموعهٔ تلویزیونی |
| درام | موزیکال یا کمدی |
| --- | --- |
| - خاندان اژدها (اچ‌بی‌او) - بهتره با سال تماس بگیری (ای‌ام‌سی) - تاج (نتفلیکس) - اوزارک (نتفلیکس) - جداسازی (اپل تی‌وی پلاس) | - دبستان ابوت (ای‌بی‌سی) - خرس (اف‌اکس آن هولو) - هک (اچ‌بی‌او مکس) - فقط قتل‌های داخل ساختمان (هولو) - ونزدی (نتفلیکس) |
| بهترین مجموعه تلویزیونی کوتاه یا فیلم تلویزیونی | |
| - نیلوفر سفید (اچ‌بی‌او) - پرنده سیاه (اپل تی‌وی‌پلاس) - دامر – هیولا: داستان جفری دامر (نتفلیکس) - دراپ‌اوت (هولو) - پم و تامی (هولو) | |
| بهترین نقش‌آفرینی در مجموعهٔ تلویزیونی – درام | |
| بازیگر مرد | بازیگر زن |
| - کوین کاستنر – یلواستون (پارامونت نتورک) در نقش جان داتون - جف بریجز – پیرمرد (اف‌ایکس) در نقش دن چیس / هنری دیکسون / جانی کوهلر - دیه‌گو لونا – اندور (دیزنی پلاس) در نقش کاسیان اندور - باب ادنکیرک – بهتره با سال تماس بگیری (ای‌ام‌سی) در نقش سال گودمن - آدام اسکات – جداسازی (اپل تی‌وی‌پلاس) در نقش مارک اسکات             | - زندایا – سرخوشی (اچ‌بی‌او) در نقش رو بنت - اما دآرسی – خاندان اژدها (اچ‌بی‌او) در نقش رینیرا تارگرین - لورا لینی – اوزارک (نتفلیکس) در نقش وندی برد - ایملدا استنتون – تاج (نتفلیکس) در نقش ملکه الیزابت دوم - هیلاری سوانک – آلاسکا دیلی (ای‌بی‌سی) در نقش آیلین فیتزجرالد                                                                             |
| بهترین نقش‌آفرینی در مجموعهٔ تلویزیونی – موزیکال یا کمدی | |
| بازیگر مرد | بازیگر زن |
| - جرمی آلن وایت – خرس (اف‌ایکس آن هولو) در نقش کارمن «کارمی» برزاتو - دونالد گلاور – آتلانتا (اف‌ایکس) در نقش ارنست «ارن» مارکس - بیل هیدر – بری (اچ‌بی‌او) در نقش بری برکمن / بری بلاک - استیو مارتین – فقط قتل‌های داخل ساختمان (هولو) در نقش چارلز-هدن سویج - مارتین شورت – فقط قتل‌های داخل ساختمان (هولو) در نقش الیور پاتنام | - کوئینتا برانسون – دبستان ابوت (ای‌بی‌سی) در نقش جنین تیگز - کیلی کوئوکو – خدمه پرواز (اچ‌بی‌او مکس) در نقش کاساندرا "کاسی" باودن - سلنا گومز – فقط قتل‌های داخل ساختمان (هولو) در نقش میبل مورا - جنا اورتگا – ونزدی (نتفلیکس) در نقش ونزدی آدامز - جین اسمارت – هک (اچ‌بی‌او مکس) در نقش دبورا ونس                                                      |
| بهترین نقش‌آفرینی در مجموعهٔ محدود یا گلچین یا فیلم تلویزیونی | |
| بازیگر مرد | بازیگر زن |
| - ایوان پیترز – دامر – هیولا: داستان جفری دامر (نتفلیکس) در نقش جفری دامر - تارون اجرتون – پرنده سیاه (اپل تی‌وی‌پلاس) در نقش جیمز «جیمی» کین - کالین فرث – راه‌پله (اچ‌بی‌او مکس) در نقش مایکل پیترسون - اندرو گارفیلد – زیر پرچم بهشت (اف‌ایکس آن هولو) در نقش کارآگاه جب پیر - سباستین استن – پم و تامی (هولو) در نقش تامی لی   | - آماندا سایفرد – دراپ‌اوت (هولو) در نقش الیزابت هولمز - جسیکا چستین – جرج و تمی (شوتایم) در نقش تامی وینت - جولیا گارنر – جعل آنا (نتفلیکس) در نقش آنا سوروکین - لیلی جیمز – پم و تامی (هولو) در نقش پاملا اندرسون - جولیا رابرتس – گزلیت (استارز) در نقش مارتا میچل                                                                                |
| بهترین نقش‌آفرینی مکمل در مجموعهٔ تلویزیونی | |
| بازیگر مکمل مرد | بازیگ مکمل زن |
| - تایلر جیمز ویلیامز – دبستان ابوت (ای‌بی‌سی) در نقش گریگوری ادی - جان لیسگو – پیرمرد (اف‌ایکس) در نقش هارولد هارپر - جاناتان پرایس – تاج (نتفلیکس) در نقش شاهزاده فیلیپ، دوک ادینبرو - جان تورتورو – جداسازی (اپل تی‌وی‌پلاس) در نقش ایروینگ بیلیف - هنری وینکلر – بری (اچ‌بی‌او) در نقش ژن کوزینو                                 | - جولیا گارنر – اوزارک (نتفلیکس) در نقش روث لنگمور - الیزابت دبیکی – تاج (نتفلیکس) در نقش دایانا، شاهدخت ولز - هانا اینبیندر – هک (اچ‌بی‌او مکس) در نقش ایوا دنیلز - جانل جیمز – دبستان ابوت (ای‌بی‌سی) در نقش ایوا کلمن - شریل لی رالف – دبستان ابوت (ای‌بی‌سی) در نقش باربارا هاوارد                                                                    |
| بهترین نقش‌آفرینی مکمل در مجموعهٔ محدود یا گلچین یا فیلم تلویزیونی | |
| بازیگر مکمل مرد | بازیگر مکمل زن |
| - پال والتر هاوزر – پرنده سیاه (اپل تی‌وی‌پلاس) در نقش لارنس "لری" هال - اف. موری آبراهام – نیلوفر سفید (اچ‌بی‌او) در نقش برت دی گراسو - دامنل گلیسون – بیمار (اف‌ایکس آن هولو) در نقش سام فورتنر - ریچارد جنکینز – دامر – هیولا: داستان جفری دامر (نتفلیکس) در نق ش لیونل دامر - ست روگن – پم و تامی (هولو) در نقش رند گوتیه     | - جنیفر کولیج – نیلوفر سفید (اچ‌بی‌او) در نقش تانیا مک‌کویید-هانت - کلر دینز – فلیشمن در مشکل است (اف‌ایکس آن هولو) در نقش ریچل فلیشمن - دیزی ادگار جونز – زیر پرچم بهشت (اف‌ایکس آن هولو) در نقش برندا لافرتی - نیسی نش – دامر – هیولا: داستان جفری دامر (نتفلیکس) در نقش گلندا کلیولند - آبری پلازا – نیلوفر سفید: سیسیلی (اچ‌بی‌او) در نقش هارپر اسپیلر |

#### مجموعه‌ها با چند نامزدی
مجموعه‌های تلویزیونی زیر چند نامزدی دریافت کردند:
| نامزدی | مجموعه                         |
| ------ | ------------------------------ |
| ۵      | دبستان ابوت                    |
| ۴      | تاج                            |
| ۴      | دامر – هیولا: داستان جفری دامر |
| ۴      | فقط قتل‌های داخل ساختمان        |
| ۴      | پم و تامی                      |
| ۴      | نیلوفر سفید                    |
| ۳      | پرنده سیاه                     |
| ۳      | هک                             |
| ۳      | اوزارک                         |
| ۳      | جداسازی                        |
| ۲      | بری                            |
| ۲      | خرس                            |
| ۲      | بهتره با سال تماس بگیری        |
| ۲      | دراپ‌اوت                        |
| ۲      | خاندان اژدها                   |
| ۲      | پیرمرد                         |
| ۲      | زیر پرچم بهشت                  |
| ۲      | ونزدی                          |

#### مجموعه‌ها با چند پیروزی
مجموعه‌های تلویزیونی زیر چند جایزه دریافت کردند:
| پیروزی | مجموعه          |
| ------ | --------------- |
| ۳      | دبستان ابوت     |
| ۲      | نیلوفر آبی سفید |

### جایزه سیسیل بی. دمیل
جایزه سیسیل بی. دمیل جایزه‌ای افتخاری برای مشارکت برجسته به دنیای سرگرمی است. این جایزه به افتخار اولین دریافت‌کننده آن، کارگردان سیسیل بی. دمیل نام‌گذاری شده‌است.
- ادی مورفی[۱۲]

### جایزه کارول برنت
جایزه کارول برنت جایزه‌ای افتخاری برای مشارکت برجسته و ماندگار به تلویزیون روی پرده یا خارج از پرده است. این جایزه به افتخار اولین دریافت‌کننده آن، بازیگر کارول برنت، نام‌گذاری شده‌است.
- رایان مورفی[۱۳]